# آسو (شهر)
آسو (بالبنجابية:ਅੱਸੂ) هو سابع الشهور حسب التقويم السيخي، ويتزامن ما بين 15 سبتمبر و14 أكتوبر من التقويم الغريغوري ومكون من 30 يوم.

## مناسبات الشهر
- 25 آسو: ميلاد الغورو رام داس